# اتحاد الشباب الملكي
اتحاد الشباب الملكي (UJM)، (بالإنجليزية: Monarchist Youth Union)‏ ، هي منظمة برازيلية تأسست في 18 مايو 2024. ويدافع اتحاد اليهود المتحدين عن استعادة النظام الملكي في البرازيل وغيرها من البلدان في مختلف أنحاء العالم ، ويعمل على الترويج لإيديولوجية هجينة تجمع بين عناصر اليسار واليمين . هدفها الرئيسي هو تطبيق نظام ملكي دستوري برلماني وراثي ، حيث يتم اختيار رئيس الدولة، الذي يحمل لقب الإمبراطور أو الإمبراطورة ، من خلال الخلافة الأسرية، التي تنتقل من الأم إلى الابن أو الابنة.   يعتقد الشباب الذين يدعمون هذه المنظمة أن النظام الملكي يمكن أن يعود مع العائلة الإمبراطورية القديمة لدوم بيدرو الثاني، أو مع عائلة إمبراطورية جديدة.

## تاريخ
نشأ اتحاد الشباب الملكي في سياق عدم الرضا المتزايد عن النظام الجمهوري والأزمات السياسية المتكررة في البرازيل. يقترح اتحاد اليهود المتحدين، الذي أسسه مجموعة من الناشطين والمثقفين الشباب، نموذجًا للحكم يسعى إلى الجمع بين استقرار النظام الملكي وتقاليده والمبادئ الديمقراطية الحديثة.  

## الأيديولوجيا
يؤيد اتحاد اليهود المتحدين نظام حكم يكون فيه رئيس الدولة ملكًا وراثيًا، بينما يرأس الحكومة اليومية رئيس وزراء منتخب من قبل البرلمان . سيتم انتخاب هذا البرلمان عن طريق التصويت الشعبي ، مما يضمن أن تعكس السلطتان التشريعية والتنفيذية إرادة الشعب، بينما يمارس الملك وظائف شرفية ورمزية، تمثل وحدة الأمة واستمراريتها. السمة المميزة لاقتراح UJM هي الخلافة الأسرية المتساوية، حيث ينتقل العرش من الأم إلى الابن أو الابنة، دون تمييز بين الجنسين. ويهدف هذا النموذج إلى تعزيز المساواة بين الجنسين داخل المؤسسة الملكية، مما يعكس القيم المعاصرة للمساواة والعدالة. 
يضع اتحاد الشباب الملكي نفسه في وضع فريد من خلال دمج عناصر الأيديولوجيات اليسارية واليمينية. في المجال الاقتصادي، تدعم UJM السياسات التي تعزز التنمية الاقتصادية والعدالة الاجتماعية . إنهم يدافعون عن اقتصاد السوق المنظم، مع نظام رعاية اجتماعية قوي للحد من عدم المساواة. على الصعيد الاجتماعي، تلتزم UJM بالقيم التقدمية ، وتدعم الحقوق المتساوية لجميع المواطنين، بغض النظر عن الجنس أو التوجه الجنسي أو العرق أو الدين . وفي الوقت نفسه، تحافظ على القيم التقليدية والوطنية، وتدافع عن الثقافة والتاريخ البرازيليين. وبموجب النموذج الذي اقترحه اتحاد اليهود المتحدين، سيكون البرلمان مكونًا من غرفتين، يتكون من مجلس أدنى، يتم انتخاب أعضائه مباشرة من قبل الشعب، ومجلس أعلى، والذي يمكن أن يضم ممثلين عن مختلف قطاعات المجتمع ومناطق البلاد. وسيتم اختيار رئيس الوزراء من قبل البرلمان ويكون مسؤولا عن تشكيل الحكومة وإدارة السياسات العامة. سيكون دور الإمبراطور أو الإمبراطورة شرفيًا في المقام الأول، ويعمل كرمز للاستمرارية والاستقرار. وسيكون للملك سلطة إقرار القوانين وعقد البرلمان، بالإضافة إلى تمثيل البلاد في المناسبات الدولية والاحتفالات الرسمية.